# Фойерштайн, Вольфганг
Вольфганг Фойерштайн (нем. Wolfgang Feurstein) (род. 1941 г., Мангейм, Германия) — немецкий ученый и этнограф, известный своими исследованиями культуры и языка лазов, этнической группы, проживающей на восточном побережье Чёрного моря. 

## Биография

### Ранняя жизнь и образование
Вольфганг Фойрштайн родился в 1941 году в городе Мангейм, Германия. В 1965 году он приехал в Турцию, чтобы написать диссертацию о чайном земледелии. Во время своих исследований в Ризе и окрестностях он впервые столкнулся с лазами и с тех пор сосредоточил свою академическую деятельность на изучении лазов и других этнических групп в регионе. Несмотря на несколько арестов и депортацию из Турции в 1977 году, он продолжил свои исследования о лазах на территории Германии. После завершения магистратуры в области материальной культуры лазов в Фрайбургском университете в 1983 году, он получил докторскую степень за исследования культуры лазов и мегрелов. На данный момент Фойрштайн был руководителем организации «Lazebura», базирующейся в Германии и занимающейся исследованиями лазской культуры и языка. Его работа стала фундаментальной для понимания лазской идентичности и их уникальных особенностей. 

### Работа и публикации
Важным вкладом Вольфганга Фойрштайна (совместная работа с Фахри Лазоглу) в сохранение лазской культуры является его создание нового алфавита для лазского языка. Он осознал, что отсутствие письменного языка среди лазов может стать препятствием для сохранения их языка и культуры. Фойрштайн разработал алфавит, основанный на современном турецком алфавите с незначительными модификациями. Он также опубликовал книгу с примерами текстов на новом алфавите. 
Помимо этого, Фойрштайн организовал культурный журнал под названием «Lazuri Ambarepe», предоставив возможность лазам делиться своей культурой и традициями. Его деятельность также включает создание организаций, направленных на продвижение культур и языков меньшинств в Турции и на Южном Кавказе. 

## Контроверсии в Турции
Несмотря на свои исследования и усилия по сохранению культуры лазов, Вольфганг Фойрштайн стал объектом контроверсий и разнообразных утверждений в турецких источниках. Некоторые турецкие источники утверждают, что он является членом Федеральной службы по информации Германии и работает над «Кавказским культурным кружком», предполагая, что его исследования направлены на разделение лазов. Другие источники утверждают, что его работы распространяются в рамках «проект о создании лазской нации». 